# دم‌پولکی‌ریختان
دم‌پولکی‌ریختان یا دم‌پولکی‌سانیان (نام علمی: Anomaluromorpha) نام یک زیرراسته از راسته جوندگان است.